# Agustín Tamames
Agustín Tamames (* 10. Oktober 1944 in Monterrubio de la Armuña, Spanien) ist ein ehemaliger spanischer Radrennfahrer.

## Karriere
Agustín Tamames gewann schon als Amateur zwei Mal die spanische Meisterschaft (1966 und 1968) im Straßenrennen. Seine Profikarriere dauerte von 1969 bis 1977. Er gewann die Spanienrundfahrt 1975 zwar nur einmal, platzierte sich aber 1970 an zweiter Stelle und gewann in diesem Jahr auch die Bergwertung. Im Jahre 1972 wurde er Gesamtdritter. Insgesamt konnte er elf Etappen an der Spanienrundfahrt für sich entscheiden. 1970 gewann er das Etappenrennen Gran Premio Muñecas de Famosa, 1971 den Clásica de Sabiñánigo.

## Wichtigste Erfolge
- 1970 Gewinner der 9. Etappe an der Spanienrundfahrt, Gesamtzweiter und Erster der Bergwertung
- 1971 Gewinner der 9. Etappe an der Spanienrundfahrt
- 1972 Gewinner der 13. und 16. Etappe an der Spanienrundfahrt und Gesamtdritter
- 1974 Gewinner der 17. und 18. Etappe an der Spanienrundfahrt
- 1975 Gewinner der Spanienrundfahrt inklusive fünf Etappensiege (3.,12.,14.,15. und 16.)
- 1975 Gewinner der Aragon-Rundfahrt
- 1976 Spanischer Straßenmeister